# Comandos Jungla
La unidad de operaciones especiales policiales, conocido como el grupo de Comandos Jungla, o simplemente JUNGLA son parte de la Policía Nacional de Colombia y encargados de planear y ejecutar operaciones contra el narcotráfico, las bandas criminales y el crimen organizado, todo esto bajo las normas del Derecho Internacional Humanitario y de los Derechos Humanos. Esta unidad participa normalmente en el desmantelado de redes del narcotráfico tanto en un entorno rural como urbano.
Los Comandos Jungla es una de las unidades policiales más letales del mundo en la actualidad, siendo entrenada y capacitada por el SAS, GIGN y Boinas Verdes de Estados Unidos, realizan entrenamientos en todo el mundo y son reconocidos a nivel global.
Durante el esfuerzo nacional policiaco de prohibición, entre los años 2000 al 2008, el departamento de estado de los Estados Unidos de Norteamérica equipó y entrenó a la unidad de la Policía Nacional de Colombia como parte del Plan Colombia. La unidad formada por 500 miembros está dividida en tres compañías basadas en Bogotá, Santa Marta, y Tuluá.

## Funciones
Las principales funciones de los Comandos Jungla son:
- Proponer y asesorar la consecución de armamento, explosivos, equipos tecnológicos y vehículos para el transporte de equipo y personal de las Compañías Antinarcóticos Comandos Jungla, aportando sugerencias viables y funcionales para las unidades.
- Preparar, planear y ejecutar las operaciones en la destrucción de laboratorios para el procesamiento de estupefacientes e insumos químicos, inhabilitación de pistas ilegales, neutralización de objetivos de alto valor y organizaciones criminales, con el fin de contribuir de manera efectiva a la lucha contra el narcotráfico.
- Preparar, coordinar, ejecutar operaciones de Fuerza Reacción Inmediata (FRI), reconocimientos, combate cercano en ambientes urbanos y rurales.
- Ejecutar operaciones especiales contra el narcotráfico y/o operaciones contra objetivos de alto valor, antiterrorismo y organizaciones criminales requeridos por el mando institucional
- Coordinar y emplear la normativa y acciones encaminadas para mitigar el riesgo en las operaciones de interdicción que adelantan las Compañías Antinarcóticos Comandos Jungla.
- Orientar al mando institucional y efectuar operaciones de control contra objetivos de alto valor, blancos estratégicos, estructuras criminales, operaciones antinarcóticos, secuestro y extorsión liderados por unidades del nivel operativo tendientes al mantenimiento de la convivencia y seguridad ciudadana.
- Aplicar procedimientos, metodologías e instrumentos técnicos en la ejecución y apoyo de las operaciones Antinarcóticos, utilizando la capacidad profesional y técnica de los Comandos Jungla.
- Ejecutar los planes de investigación y retroalimentación, autorizados por la subdirección, teniendo en cuenta las experiencias y lecciones aprendidas en las diferentes operaciones que adelantan las unidades y que permitan mejorar las operaciones futuras y hacer frente a las nuevas técnicas que emplean los grupos ilegales.
- Presentar propuestas sobre planes, programas e innovaciones académicas a la Dirección de Antinarcóticos de acuerdo a las experiencias adquiridas durante los apoyos prestados a las diferentes unidades, con el propósito de mejorar los procesos desarrollados por cada una de las jefaturas de la especialidad.
- Apoyar los requerimientos de otras instituciones policiales y/o militares a nivel nacional e internacional para capacitación de su personal, autorizados por la Policía Nacional.
- Planear y coordinar las capacitaciones para el personal policial en defensa de áreas con el fin de mejorar los diferentes sistemas de defensa.
- Asesorar, implementar y ejecutar con las unidades policiales y fuerzas militares las necesidades de elementos y recursos logísticos para el fortalecimiento de los sistemas de defensa.
- Coordinar y apoyar al mando institucional con visitas de diagnóstico a las

diferentes unidades policiales las cuales por su nivel de riesgo se hace necesario fortalecer sus diferentes sistemas de seguridad y defensa de áreas.
- Realizar las actividades establecidas en la gestión documental, aplicando la normatividad vigente.
- Propender por el desarrollo de mantenimiento y mejora del sistema de gestión integral en la dependencia.

Las demás que le sean asignadas de acuerdo con la Ley, los reglamentos o la naturaleza de la dependencia.

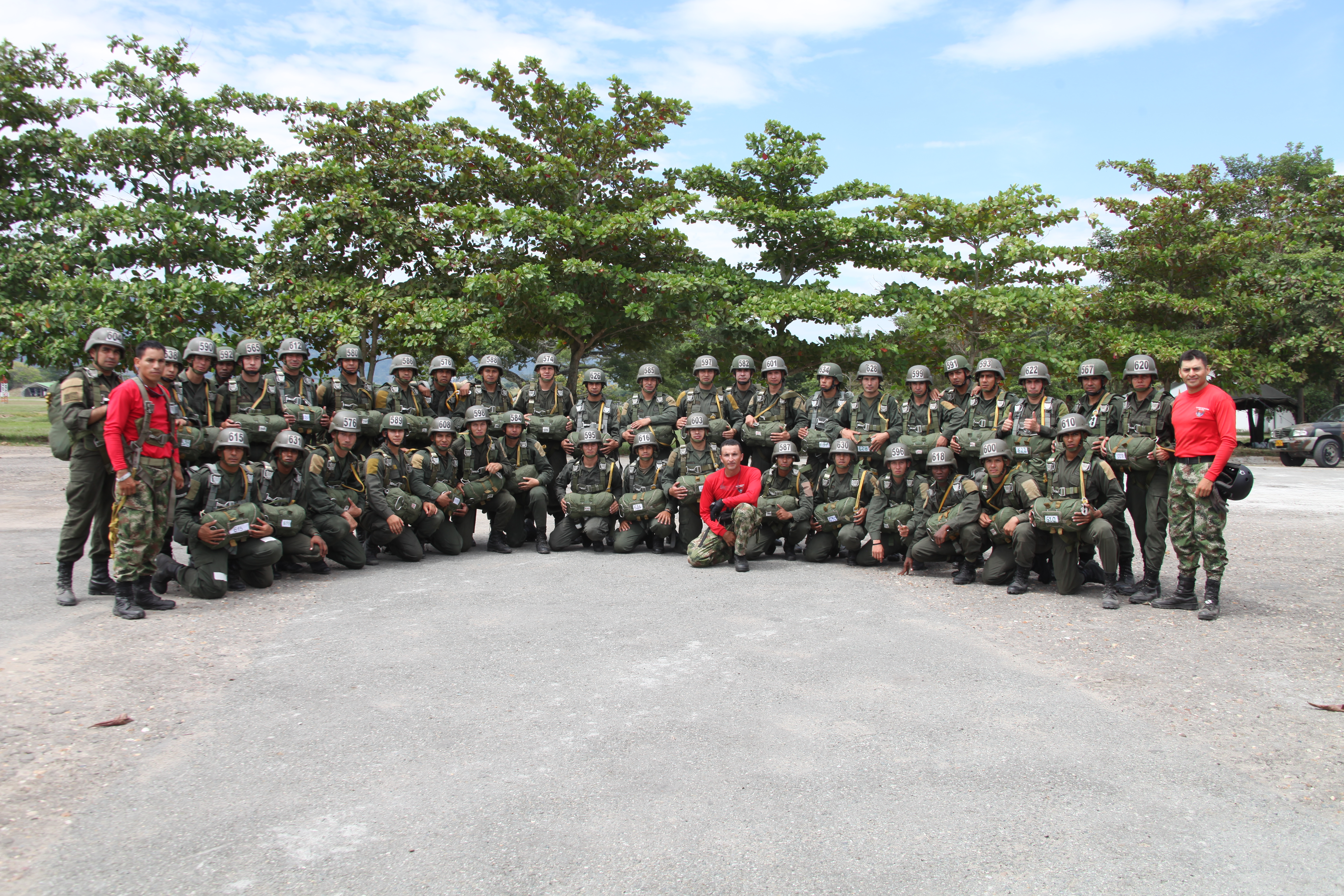
Curso de paracaidismo de los JUNGLA

## Especialidades de los Jungla
Desde 1994, se han dictado 23 cursos en Colombia, 10 cursos en el extranjero y 10 cursos solo para instructores, los cuales han contado con la participación de fuerzas de seguridad de 19 países. Desde 2009, más de 1.500 estudiantes internacionales han sido entrenados, muchos en la base del CENOP y más de 8.000 por parte de equipos de instructores móviles fuera de Colombia. Cada clase empieza con 70 a 110 estudiantes y en promedio solo se gradúa el 50 por ciento, según el Mayor Carlos Reyes, comandante de la Compañía de Instructores de los Jungla.
Durante 18 semanas se preparan en diferentes técnicas estratégicas y logísticas para enfrentar cada una de las manifestaciones delictivas que ponen en riesgo la seguridad de los ciudadanos, desde operaciones de asalto, combate cercano, defensa personal, infiltraciones, polígonos nocturnos, manejo de armas, cartografía militar, mimetismo, comunicaciones encriptados, lectura de mapas, resistencia física, primeros auxilios, extracción de heridos en aéreas de confrontación, explosivos, inmersión subacuática y humanidades son tan solo algunas materias vistas durante los cuatro meses que dura la preparación.
Los cursos que se ofrecen a los Comandos Jungla son:
Médico de combate
- Duración: 24 semanas
- Apoyo a las operaciones de interdicción, asaltos en helicóptero, infiltraciones y manejo de objetivos de alto valor.

Experto en demoliciones y explosivos
- Duración: Ocho semanas
- Entrenamiento en destrucción de laboratorios procesadores de drogas, pistas clandestinas de aterrizaje e incautación de drogas.

Defensa de una base
- Duración: Ocho semanas
- Entrenamiento en seguridad para patrullas móviles, fumigación y control de cultivos ilícitos de coca, estaciones de policía (vigilancia y seguridad) y unidades en terreno hostil

Unidades pequeñas
- Duración: Seis semanas
- Apoyo a las operaciones de interdicción, asaltos en helicóptero, incautaciones y manejo de objetivos de alto valor

Explorador y guía
- Duración: Seis semanas
- Entrenamiento en guía de orientación de misiones y navegación terrestre, apoyo a infiltraciones y manejo de objetivos de alto valor

Maestro en deslizamiento por soga
- Duración: Cinco semanas
- Apoyo a las operaciones de rescate y operaciones de asalto rural

Tirador designado
- Duración: Cinco semanas
- Apoyo a las operaciones de rescate, operaciones de asalto rural, infiltraciones y manejo de objetivos de alto valor, seguridad de la base, y asaltos en helicóptero

## Miscelánea
- En diferentes ocasiones han entrenado con las Boinas Verdes.[4]

- Se han entrenado junto a COPES y miembros del Grupo de Intervención de la Gendarmería Nacional exaltando el poder y la letalidad de esta unidad policial.

- Los Comandos Jungla fueron entrenados en su inicio por miembros del SAS.[5]
- En el segundo capítulo de policía elite de National Geographic, protagonizado por un exmiembro del SAS, es realizado sobre los Comandos Jungla. En este mismo capítulo, se dice que este comando es la unidad policial más violenta del mundo.

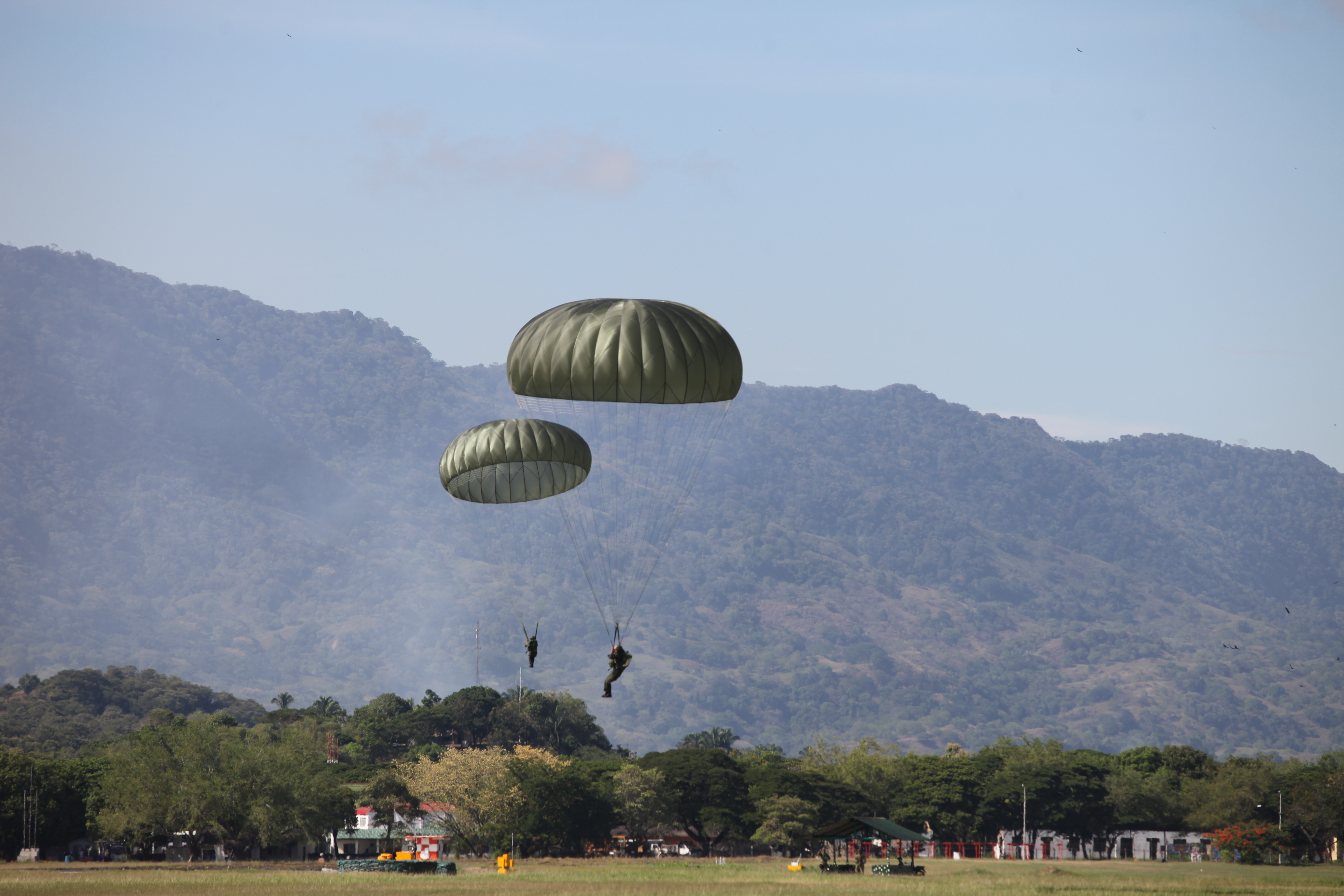
Miembro del JUNGLA en operación de paracaidismo